# 1932 في النمسا
فيما يلي قوائم الأحداث التي وقعت خلال عام 1932 في النمسا.

## سياسة

### تعيين في المنصب
- 29 يناير – كورت شوشنيغ الوزير الاتحادي للعدل [الإنجليزية]‏.
- 20 مايو – إنغلبرت دولفوس وزير خارجية النمسا [الإنجليزية]‏.

## مواليد

### يونيو
- 2 يونيو – هيرفج كوجلنيك
- 17 يونيو – فالتر كولمان لاعب كرة قدم نمساوي.

### نوفمبر
- 4 نوفمبر – توماس كلستيل
- 13 نوفمبر – إديث كليستيل سياسية نمساوية.

## وفيات

### يناير
- 1 يناير – رودولف إرنست (مواليد 1854)

### أغسطس
- 2 أغسطس – إغناتس زايبل (مواليد 1876)
- 19 أغسطس – يوهان شوبر (مواليد 1874)

### أكتوبر
- 4 أكتوبر – سلاطين باشا (مواليد 1857)